# Célestin Oliver
Célestin Oliver (Mostaganem, 12 juli 1930 – Marseille, 5 juni 2011) was een Frans voetballer en -trainer. In 1958 nam Oliver deel met het Frans voetbalelftal aan het Wereldkampioenschap voetbal. Dit team behaalde hier de derde plaats. In 1955 promoveerde hij met CS Sedan naar de Ligue 1. Het jaar daarop won dit team de Coupe de France.